# Île aux Champignons
Die Île aux Champignons (französisch für ‚Insel mit Pilzen‘) ist eine Insel im Géologie-Archipel vor der Küste des antarktischen Adélielandes. Sie liegt östlich der Sept-Îles und nördlich der Gouverneur-Insel in der Baie Pierre Lejay.
Französische Forscher benannten sie nach den großen pilzförmigen Ablagerungen von Gischteis, die sich jeden Winter an ihrer Küste bilden.